# Rapoltu Mare
Rapoltu Mare è un comune della Romania di 1 913 abitanti, ubicato nel distretto di Hunedoara, nella regione storica della Transilvania.
Il comune è formato dall'unione di 5 villaggi: Bobâlna, Boiu, Folt, Rapoltu Mare, Rapolțel.